# Arrangør
En arrangør er en person, en forening eller en organisation, der er ansvarlig for, at en begivenhed foregår som den skal, blandt andet organisatorisk og sikkerhedsmæssigt. Udtrykket kan blandt andet bruges inden for sport og koncerter.